# Лениногорский район
Лениного́рский райо́н (тат. Лениногорск районы) — административно-территориальная единица и муниципальное образование (муниципальный район) в составе Республики Татарстан Российской Федерации. Находится на юго-востоке республики, в верхнем течении реки Степной Зай. Административный центр — город Лениногорск.
Поселение Новая Письмянка возникло на месте современного Лениногорска в 1795 году. В XIX веке Новописьмянская волость была частью Бугульминского уезда Оренбургской, после — Самарской губерний. 18 августа 1955 года, когда Ново-Письмянский район был уже частью Татарской АССР, поселение получило статус города и имя в честь революционера Владимира Ленина — Лениногорск. Вслед за ним был переименован и район.

## Этимология
Лениногорский район получил своё названия от одноимённого населённого пункта (сейчас — административный центр). До 1955 года Лениногорск носил название Новой Письмянки, которая, в свою очередь отделилась от деревни Письмянская Старая (также Письмянка Ясачная) в XIX веке. Как указывает географ Евгений Поспелов, общий топоним Письмянка происходит от русской адаптации татарской основы писмен или пичмен, которая часто встречается в названиях рек и деревень Татарстана.

## Флаг и герб
Современные герб и флаг Лениногорского муниципального района утвердили в июле 2005 года. Геральдические знаки были разработаны авторским коллективом Геральдического совета при президенте республики и внесены в Государственный геральдический реестр Татарстана и России. Герб представляет собой прямоугольное полотно: в зелёное поле вонзается чёрное стропило, окаймлённое серебром, а в нижней части два отклоняющихся в разные стороны золотых цветка. В верхней части герба присутствует зелёный тюльпан в золотом контуре на красном фоне.
Зелёное поле и цветы указывают на географические особенности юго-востока Татарстана, а также символизируют разнообразие местной флоры и фауны. Специалисты по-разному трактуют чёрное стропило в серебре: с одной стороны, это бьющий нефтяной фонтан, иллюстрирующий экономическое процветание района. С другой, форма стропила может интерпретироваться как развилка расходящихся дорог в этом важном промышленном и транспортном узле юго-востока республики. Венчающий герб раскрывшийся тюльпан демонстрирует уважение и сохранение национальных традиций.
Флаг был разработан на основе герба и воспроизводит цвета национального флага Татарстана, однако композиция герба в виде его основного контура расположена с левой стороны. В основе флага — цветное полотнище с отношением ширины к длине 2:3.

## География

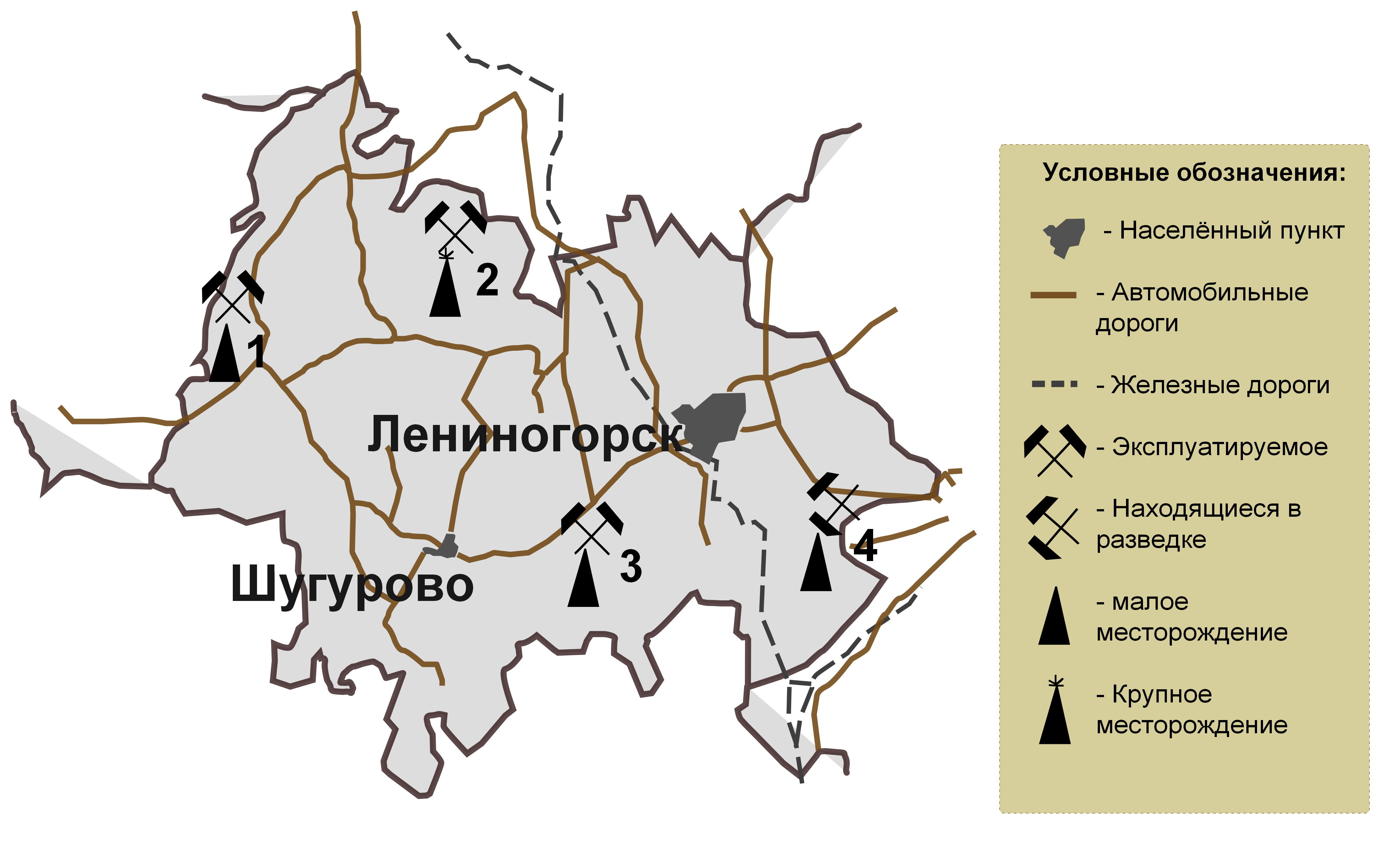
Карта-схема нефтяных месторождений

Карта-схема битумных месторождений

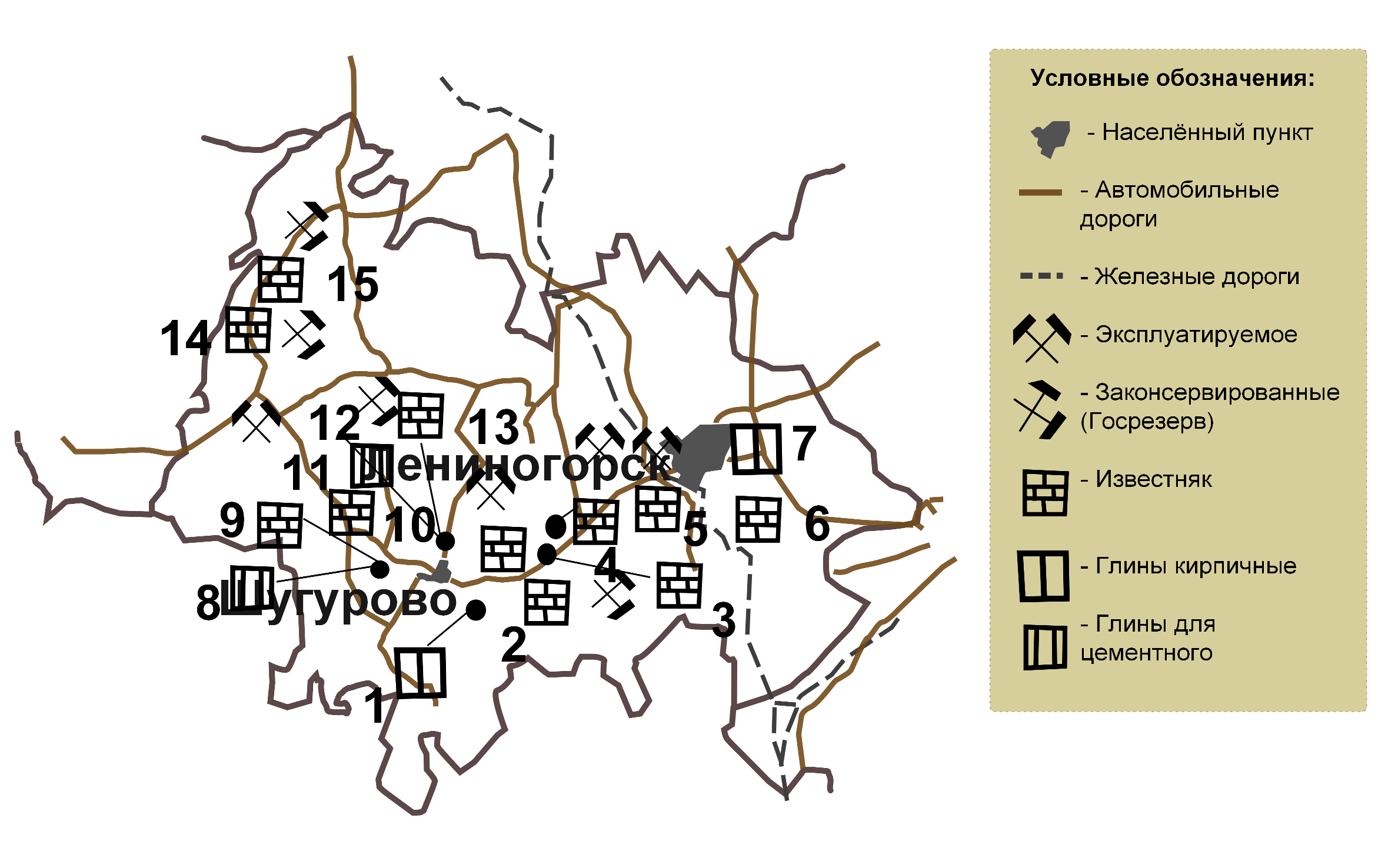
Карта-схема месторождений глины и карбонатных пород

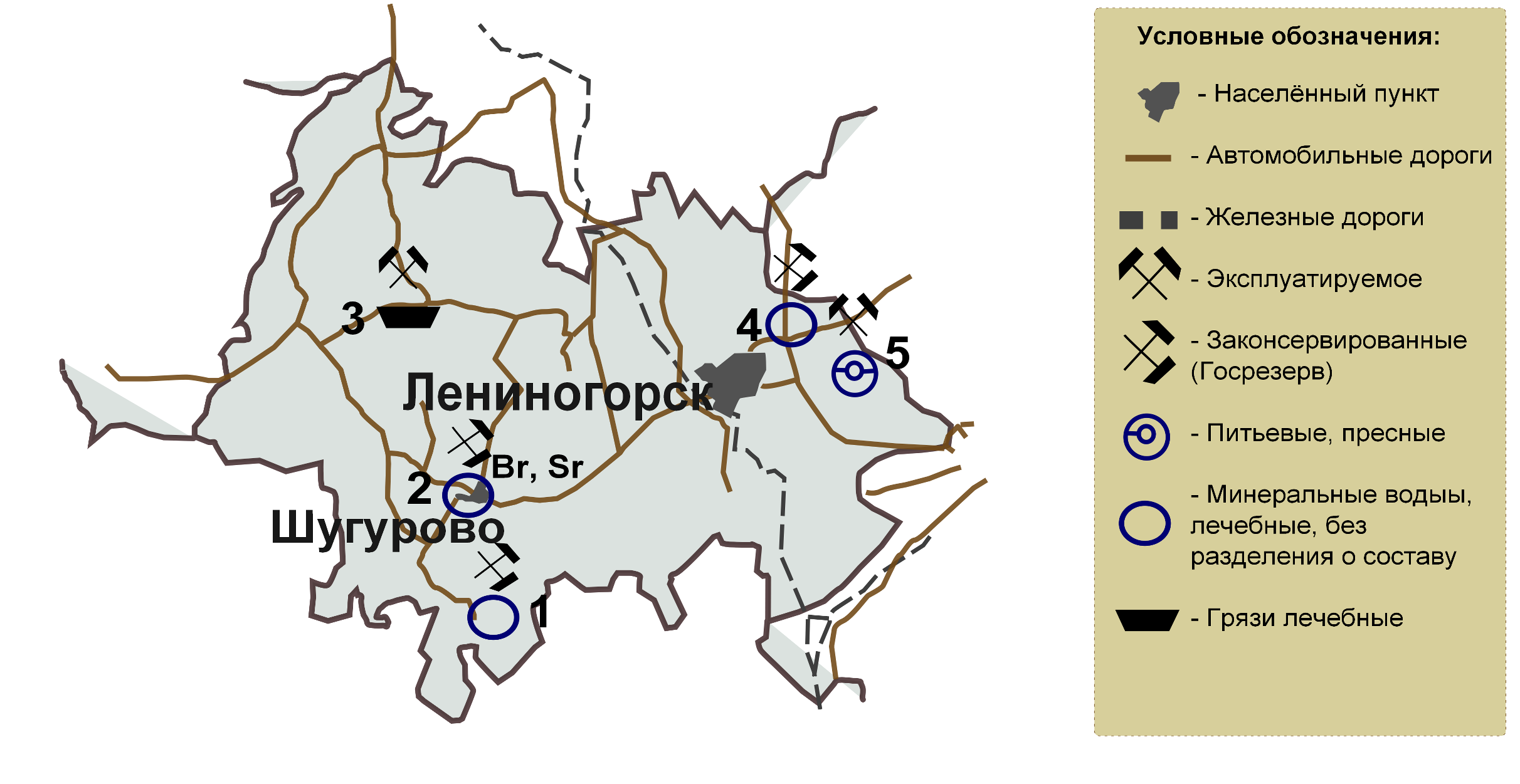
Карта-схема месторождений подземных вод и лечебных грязей

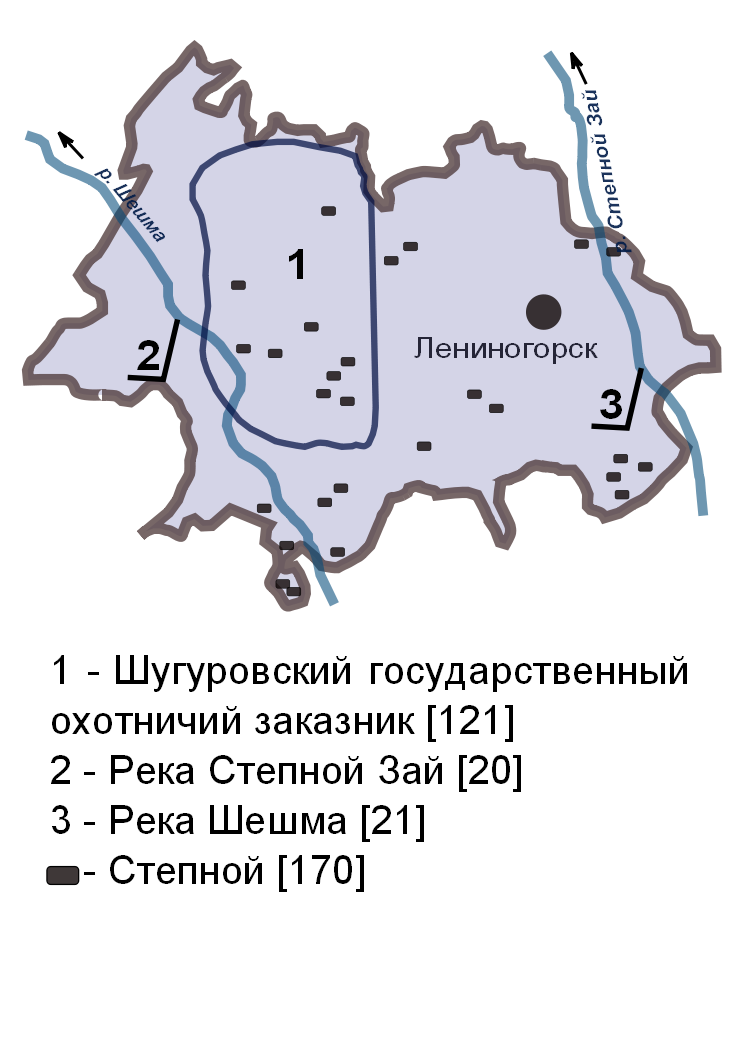
Карта-схема особо охраняемых природных территорий в Лениногорском муниципальном районе

### Местоположение
Район граничит на севере — с Альметьевским, на востоке — с Бугульминским, на западе — Черемшанским районами республики, на юге — с Самарской областью (Шенталинский и Клявлинский районы). Протяжённость в широтном направлении составляет 63 км, в меридианном — 33 км. Район расположен в лесостепной зоне и обладает умеренно континентальным климатом.

### Геологические характеристики
Лениногорский район является одним из наиболее высокорельефных в Татарстане. Отметки варьируются от 150 до 340 метров, минимальные из которых отмечены в долинах рек, а максимальные — в многочисленных останцах верхнего плато Бугульминско-Белебеевской и Шугуровской возвышенностях. Местный ландшафт характеризуется сетью речных долин, оврагов и логов, при этом спуски представляют собой либо пологие скаты, либо крутые уступы. На территории района протекают реки Шешма, Степной Зай и их притоки.
Лениногорский район обладает самым большим количеством родников в республике — 263. Край обладает богатыми запасами полезных ископаемых: крупными месторождениями нефти, битума, известняка, доломита, песчано-гравийной смеси, глины и других .
| № | Название      | Освоенность                       | Размерность |
| - | ------------- | --------------------------------- | ----------- |
| 1 | Урмышлинское  | Разрабатываемое                   | Малое       |
| 2 | Ромашкинское  | Разрабатываемое                   | Уникальное  |
| 3 | Глазовское    | Разрабатываемое                   | Малое       |
| 4 | Коногоровское | Находящееся в разведке и изучении | Малое       |

| №  | Название            | Освоенность                 | Размерность |
| -- | ------------------- | --------------------------- | ----------- |
| 1  | Сугушлинское        | Нет данных                  | среднее     |
| 2  | Спиридоновское      | Нет данных                  | малое       |
| 3  | Шугуровское         | Нет данных                  | малое       |
| 4  | Иштеряковское       | Нет данных                  | малое       |
| 6  | Самарское           | Нет данных                  | среднее     |
| 9  | Сарабикуловское     | Нет данных                  | малое       |
| 10 | Мордово-Кармальское | Разрабатываемое             | среднее     |
| 11 | Подлесное           | Подготавливаемое к освоению | малое       |

| №  | Полезное ископаемое                          | Размерность | Освоенность     | Название          |
| -- | -------------------------------------------- | ----------- | --------------- | ----------------- |
| 1  | глины, суглинки кирпичные                    | среднее     | Нет данных      | Новошугуровское   |
| 2  | известняк                                    | малое       | Госрезерв       | Южно-Каркалинское |
| 3  | известняк                                    | малое       | Госрезерв       | Сугушлинское I    |
| 4  | известняк доломитизированный на щебень, муку | малое       | Разрабатываемое | Каркалинское      |
| 5  | известняк                                    | малое       | Госрезерв       | Тимяшевское       |
| 6  | известняк на известь                         | малое       | Нет данных      | Восходненское II  |
| 7  | глины, суглинки кирпичные                    | среднее     | Нет данных      | Восходненское     |
| 8  | глины для цемента                            | малое       | Госрезерв       | Иштеряковское     |
| 9  | известняк для цемента                        | малое       | Нет данных      | Иштеряковское     |
| 10 | известняк на бут                             | среднее     | Разрабатываемое | Каркалинское      |
| 11 | известняк для цемента                        | малое       | Нет данных      |                   |
| 12 | глины для цемента                            | малое       | Госрезерв       | Шугуровское       |
| 13 | известняк для цемента                        | среднее     | Нет данных      | Шугуровское       |
| 14 | известняк                                    | малое       | Госрезерв       | Керлигачское      |
| 15 | известняк                                    | малое       | Госрезерв       | Южно-Урмышлинское |

| № | Полезное ископаемое                          | Размерность | Освоенность     | Название              |
| - | -------------------------------------------- | ----------- | --------------- | --------------------- |
| 1 | Воды мин. лечебные без разделения по составу | крупное     | нет данных      | Бакировское           |
| 2 | Воды мин. лечебные без разделения по составу | среднее     | нет данных      | Шугуровское           |
| 3 | Грязи лечебные                               | среднее     | Нет данных      | Верхняя Мочажина      |
| 4 | Воды мин. лечебные без разделения по составу | среднее     | Разрабатываемое | Лениногорское         |
| 5 | Воды питьевые пресные                        | среднее     | Разрабатываемое | Водозабор г. Бугульма |

### Флора и фауна
В Лениногорском районе расположены четыре особо охраняемых природных объекта: Шугуровский охотничий заказник, заказник Степной, реки Шешма и Степной Зай.
Четверть территории района покрывают широколиственные леса, где преимущественно растут дуб, клён, липа и берёза, в то время как в среднем по республике леса занимают не больше 16 % территории. Самые ценные из них — насаждения из черешчатого дуба. Леса характеризуются богатым травяным покровом и распространением множества растений: ветреницы, медуницы, гусиного лука, сныти, звездчатки, лесного колокольчика и других. На юге преобладает степной ландшафт с балками и оврагами. Среди растительности здесь распространены подмаренник русский, клубника зелёная, тимьян Маршалла, ковыль перистый, овсяница, типчак, ковыль. В районе представлены редкие виды растений, занесённые в Красную книгу Татарстана, так, в Лениногорском районе растёт лук линейный, песчанка длиннолистная, скабиоза бледно-жёлтая. Всего в районе насчитывается 110 видов растений, 27 из них занесены в красную книгу республики.
Юго-восток Татарстана отличается разнообразием животной и птичьей фауны. Учёные-орнитологи отмечают, что здесь обитают 68 видов птиц. Наиболее распространён полевой жаворонок, наиболее редки — жёлтая трясогузка и полевой конёк. Из местных краснокнижных птиц распространены орёл-могильник, перепел, куропатка, лунь полевой, лунь луговой, ушастая сова, мохноногий сыч, золотистая щурка и зелёный дятел. Леса населяют заяц-русак, лисица, байбак европейский; реже встречаются енотовидная собака и степной хорь. В местной фауне также представлены грызуны: обыкновенная полёвка, малая лесная мышь и рыжая полёвка, а из занесённых в Красную книгу Татарстана: степная мышовка и хомячок Эверсманна.

## История

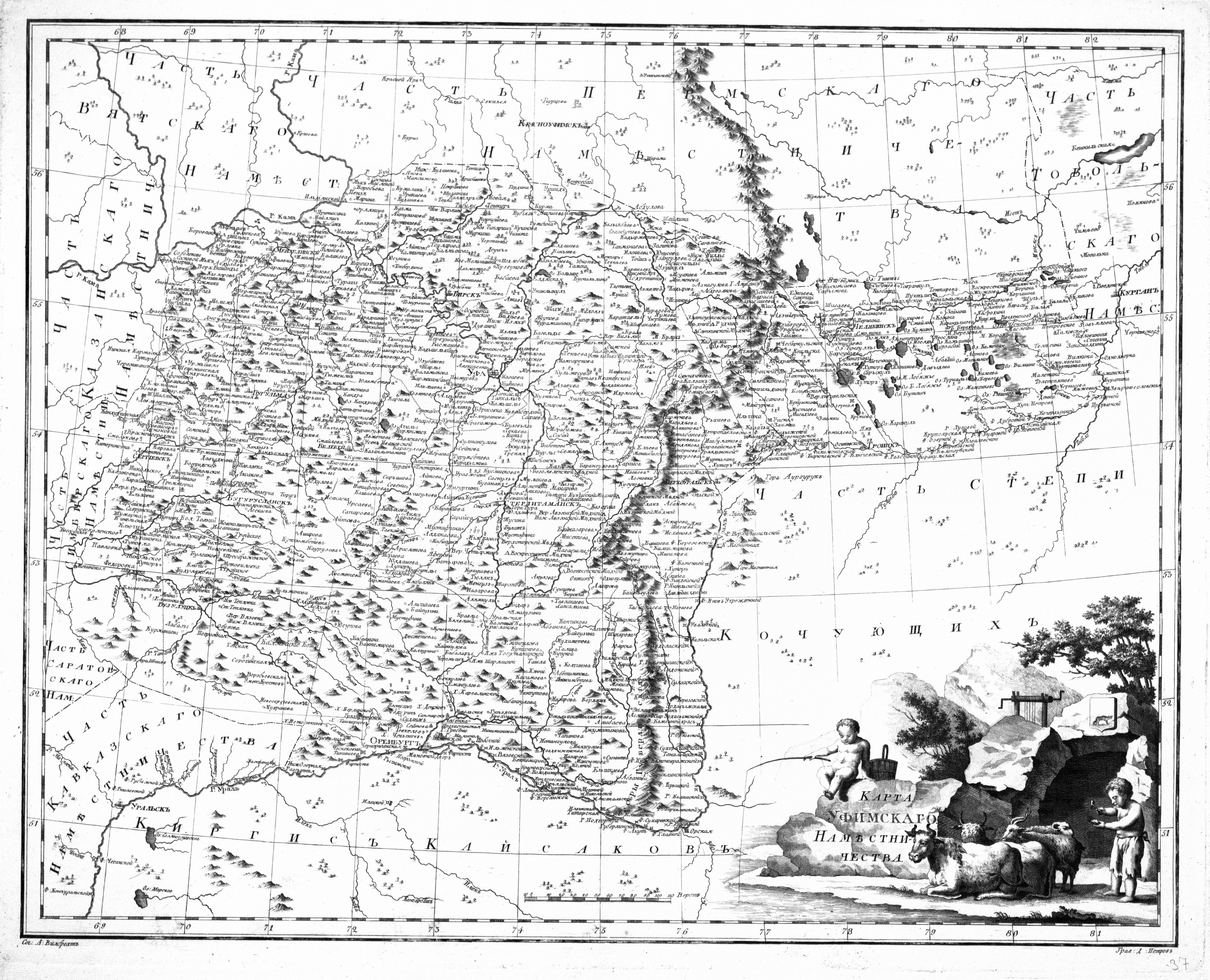
Карта Уфимского наместничества

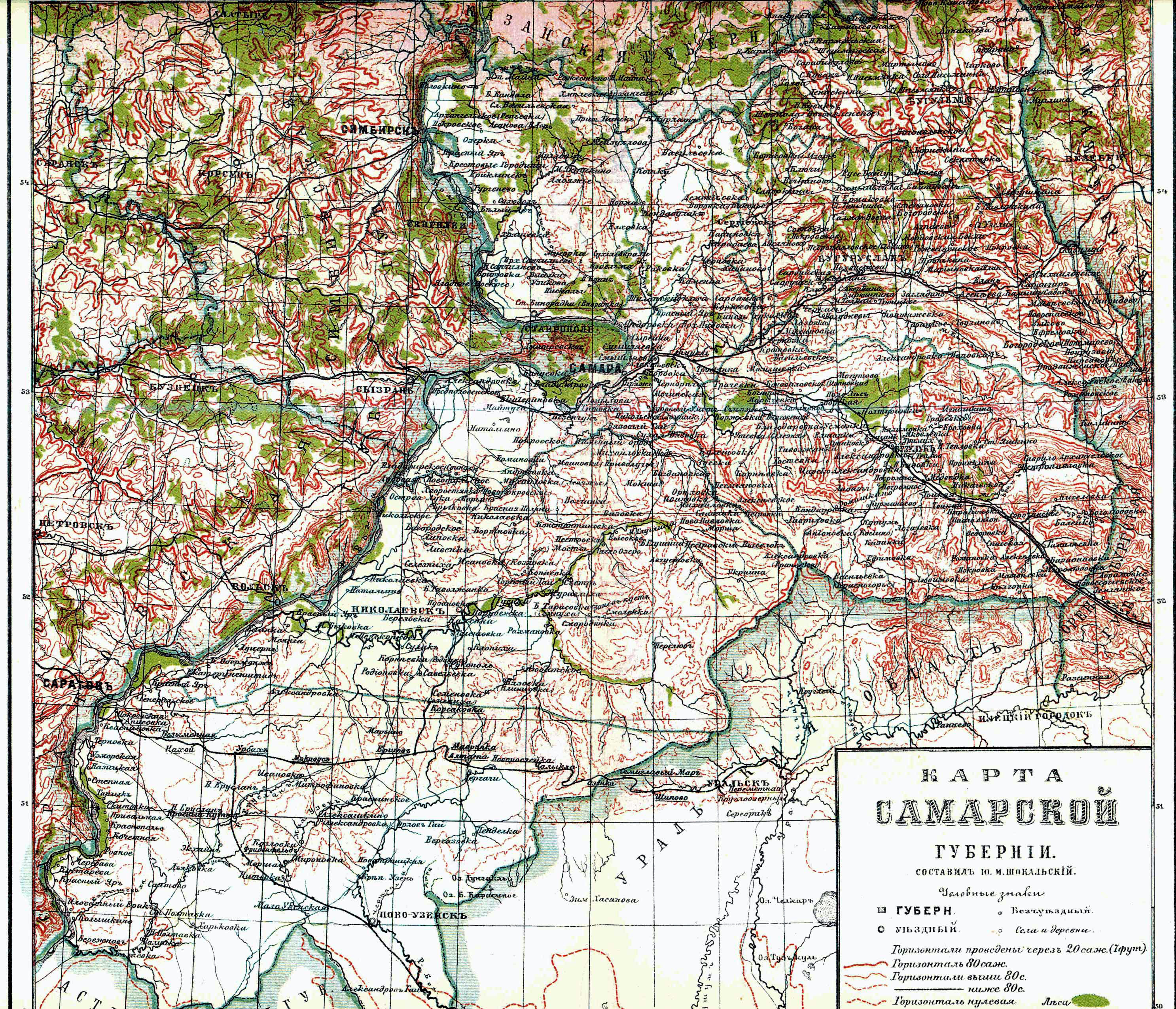
Карта Самарской губернии

### XVI—XIX века
До XVII века территории юго-востока Закамья оставались малонаселёнными. По имеющимся археологическим данным, пастбищные угодья на землях современного Лениногорского района принадлежали кочевникам из племени Муфтияри. В 1552 году Казанское ханство было завоёвано Иваном Грозным, а через четыре года после этого башкиры приняли русское подданство. Таким образом территория юго-востока современного Татарстана стала частью Московского государства. Край управлялся Приказом Казанского дворца, а с 1708 года вошёл в состав новообразованной Казанской губернии, включавшей всё среднее и нижнее Поволжье и Приуралье.
В 1730-х годах века был разработан план заселения солдат. Так, в 1732 году образовалась слобода Малая Бугульма (сейчас деревня Медведка Лениногорского района), в 1736-м — Большая Бугульма (город Бугульма). Позднее была создана деревня Спиридоновка.
Границы района многократно менялись, с 1744 года эта территория вошла в состав Оренбургской губернии. Граница Казанской и Оренбургской губерний проходила через реку Черемшан, затем спускалась на юго-восток до Кичуя и поднималась на северо-восток до Мензелинска. В 1740-е годы на территории современного Лениногорского района стали появляться деревни переселенцев, перемещение которых вызвала политика колонизации и русификации, проводимая имперским правительством. По итогам второй ревизии (переписи населения в царской России), поведённой в период с 1744 по 1747 года, на территории района насчитывалось всего 13 сёл (Каратаево, Надерево, Сеитово, Урмушла, Сары Бикчурово, Аналоково, Иштиряк, Каркали, Шугурово, Токтарово, Куакбашево, Шачили, Измайлово), но эти деревни были не единственными населёнными пунктами района, поскольку в переписную книгу ясачных крестьян-татар не были внесены христианские деревни, как Письмянская и Кувацкая слободы. По результатам третьей переписи 1761—1762 годов, Кувацкая слобода имела 210 дворов с населением 1083 человека, Письмянская слобода — 109 дворов на 711 человек, Медведка — 67 дворов и 486 человек. К тому времени появились новые татарские сёла, такие как Сарабикулово, Каратаево, Сугушла, Кирлигач. Уже в 1770-е годы в этих землях росли мордовские и чувашские деревни Мордовская Ивановка, Карамалка, Кузайкино и другие.
В 1773—1775 годах в Среднем Поволжье вспыхнула крестьянская война под предводительством Емельяна Пугачёва. В октябре 1773 года бунт охватил Бугульминское воеводство, и к осени тут действовало в общей сложности десять отрядов восставших численностью около 15 тысяч человек, вооружённых 15 пушками. Среди них были отряды Осипа, Мустафина, Давыдова, Енгалычева, Уразметова, Черняева. После подавления восстания на территорию нынешнего Лениногорского района хлынула новая волна беженцев. Образовались деревни Бакирово, Новый Иштиряк, Тимяшево, Верхняя Ширшила, Юлтимирово. В 1775 году Екатерина II проводит губернскую реформу — и количество губерний и уездов увеличивается. На основание реформы в 1781 году был образован Бугульминский уезд, на территории которого находились современные Лениногорский, Альметьевский, Черемшанский и другие районы. В 1781 году Уфимское наместничество стала самостоятельной губернией, состоящей из двух областей: Уфимской и Оренбургской. К Уфимской было приписано восемь уездов, один из которых — Бугульминский уезд.
К 1785 году на территории будущего Лениногорского района проживало около 6000 человек. Через десять лет в Бугульминском уезде было образовано село Новая Письмянка, которое в 1955 году станет Лениногорском. К 1797 году татарские деревни значительно выросли в населении. В Бугульме уже насчитывалось 359 дворов на 1858 жителей, Медведке — 99 дворов и 870 жителей, Сарабикулове — 28 дворов и 178 жителей, Сеитово-Керлигаче было 40 дворов и 227 жителей.
В 1851 году в результате административных реформ была образована Самарская губерния, в которую вошёл и Бугульминский уезд. К 1860 году там числилось 37 населённых пункта с населением около 22 230 человек, но уже к 1872 году население возросло до 28 929 человек. Формирование большинства крупных населённых пунктов Бугульминского уезда закончилось к концу XIX века. После проведения Столыпинских реформ к 1905-му на территории района выделился ряд новых деревень: Ново-Елхово, Аккуль, Новая Чершила, Марьяновка, Малаховка, Волжанка, Степной Зай. А через пять лет в этой местности проживало 55 015 человек.

### XX век

Вид на обелиски героям Великой Отечественной войны по проспекту 50 лет Победы города Лениногорска

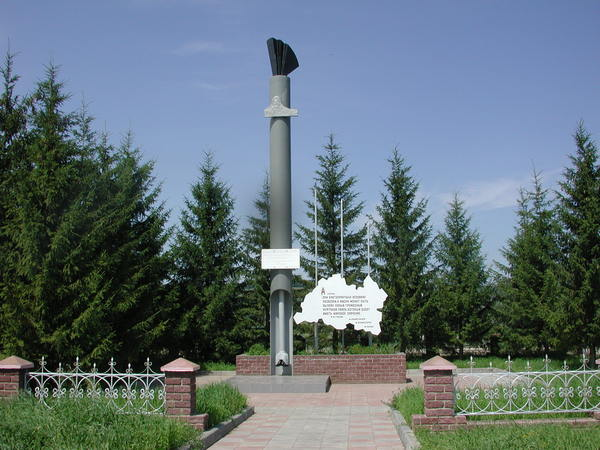
Скважина № 1, давшая 2 августа 1943 года первую нефть Татарии. Автор проекта Ульфат Фатахов, установлен 1 октября 1981 года

После Октябрьской революции к власти в Поволжье пришли большевики. В 1917-м в Бугульминском уезде выбрали сельских волостных Советов и депутатов на первый уездный съезд Советов. В последующие годы Гражданской войны через территорию юго-востока Закамья несколько раз проходила действующая армия, шли ожесточённые бои. 13 октября 1918 года Красная армия заняла Бугульму, однако уже следующей весной большевиков оттеснил Колчак, но к середине мая 1919-го город вновь оказался под контролем большевиков. Местные татаро-башкирские формирования сыграли важную роль в противостоянии белым на Восточном фронте.
В 1920 году Бугульминский уезд, к которому принадлежали земли Новописьмянской слободы, был преобразован в Бугульминский кантон в составе ТАССР. Через год в Поволжье наступил голод, от которого в общей сложности пострадало около 2 млн человек. В одном лишь Бугульминском кантоне от голода скончалось более 35 тысяч жителей, в том числе треть населения будущего Лениногорского района. Для борьбы с голодом и помощи детям организовали столовую «Промгол».
В 1930 году ТАССР была разделена на районы. Так, на месте Бугульминского кантона образовались Шугуровский, Бугульминский, Черемшанский, Бавлинский, Альметьевский районы, и позднее — Азнакаевский. Территория современного Лениногорского района на тот момент относилась к Бугульминскому и Альметьевскому. В начале 1930-х в селе Бакирово были обнаружены лечебные грязи и построен одноимённый курорт, а на территории стали открываться больницы, медпункты, появилась Нижне-Чершелинская амбулатория.
10 февраля 1935 года образовался Новописьмянский район, включивший Ново-Письмянский, Старо-Письмянский, Зай-Каратаевский, Глазовский, Михайловский, Ивановский, Алёшкинский, Горкинский сельские Советы. В состав Шугуровского района, который стал частью нынешнего Лениногорского района, вошли Старо-Варваринский, Спиридоновский, Мордва-Ивановский, Кирлигачевский, Кузайкинчкий, Куакбашский, Урмышлинский, Сарабиккуловский, Нижне-Чершилинский, Мордва-Каркалинский, Старокувакский, Ново-Иштирякский, Сугушлинский, Старо-Иштирякский, Чутинский, Ново-Серёжкинский, Урдалинский, Мукмино-Каратаевский, Сходневский, Тимяшевский, Лагерский, Подлесно-Утямышский сельские Советы. В 1030-е годы в крупных населённых пунктах были открыты клубы, библиотеки, функционировали кружки художественной самодеятельности, появился колхозно-совхозный театр. В 1937 году в семи километрах от села Старая Письмянка был построен аэропорт «Бугульма». В следующем году на юго-востоке Татарстана проходили нефтеразведочные работы. Вскоре в Лениногорском районе появился первый посёлок нефтяников — Зелёная Роща.
С началом Великой Отечественной войны из ТАССР на фронт ушли около 10 тысяч добровольцев. Известно, что на войне за всё время погибло 6789 воинов из Лениногорского района, а 12 из них были удостоены звания Героев Советского Союза — Гильми Багаутдинов Гильми, Газинур Гафиатуллин, Иван Денисов, Иван Заварыкин, Ибрагим Мурзин, Самат Садриев, Григорий Ушполис, Акрам Хайрутдинов, Ислам Халиков, Мисбах Халиулин, Евстафий Яковлев и Василий Яницкий, ещё трое получили звания полных кавалеров ордена Славы — Габдулла Матыгуллин, Михаил Алаев и Яков Николаев.
Нехватка топлива и наступление вражеских войск на юго-восток республики, где располагались практически все основные разрабатываемые на тот момент нефтяные месторождения, стали поводами для новых геологоразведочных экспедиций в регионе. 2 августа 1943 года учёные обнаружили на глубине около 750 метров Шугуровское нефтяное месторождение. Через несколько недель здесь забил первый нефтяной фонтан с дебитом 20 тонн в сутки. Постановлением Правительства СССР от 11 марта 1944 года принято решение продолжить разведочные работы и строить на месторождении нефтяной промысел, так Шугуровский укрупненный промысел был открыт 30 мая 1945 года. В конце января 1947-го началось бурение скважины № 3 у деревни Тимяшево на Ромашкинской площади, находившейся в 7 км от Новой Письмянки, и уже 31 мая 1948 года был вскрыт мощный девонский пласт. В том же году скважина начала приносить до 60 тонн нефти в сутки, затем — до 120 тонн. Таким образом Ромашкинское нефтяное месторождение ознаменовало мощный стимул к развитию экономики региона.
В 1950 году в административном центре района были организованы тресты «Бугульманефть» и «Татбурнефть», а также началось строительство нового рабочего посёлка. 18 августа 1955 года указом Президиума Верховного Совета РСФСР рабочий посёлок Новая Письмянка Ново-Письмянского района Татарской АССР преобразован в город республиканского подчинения и получил имя вождя революции — Лениногорск, тогда же Ново-Письмянский район переименовали в Лениногорский. 12 октября 1959 года в состав новообразованного района включили часть Шугуровского района со Старо-Варваринским, Спиридоновским, Мордва-Ивановским, Керлигачевским, Кузайкинским, Куакбашским, Урмашлинским, Сарабикуловским, Нижне-Чершелинским, Мордва-Кармалинским, Старо-Кувакским, Ново-Иштеряковским, Сугушлинским, Старо-Иштиряковским, Чутинским, Ново-Серёжкинским, Урдалинским, Мукмин-Каратаевским сельскими Советами, а Степно-Зайский сельсовет объединился с Старо-Письмянским и Савочкинским сельсоветами в Письмянский Совет.

### Современность
Исполнительный комитет муниципального образования «Лениногорский муниципальный район» подконтролен Совету района, главе района и жителям района. Среди основных отделов комитета: ЗАГС, отдел архитектуры и градостроительства, отдел экономики, сектор опеки и попечительства, общественный пункт охраны правопорядка, архив и ряд других. С октября 2019 года должность руководителя исполнительного комитета занимает Михайлова Зульфия Габдулхаметовна. Глава Лениногорского муниципального района и мэр Лениногорска — Хусаинов Рягат Галиагзамович.

## Население

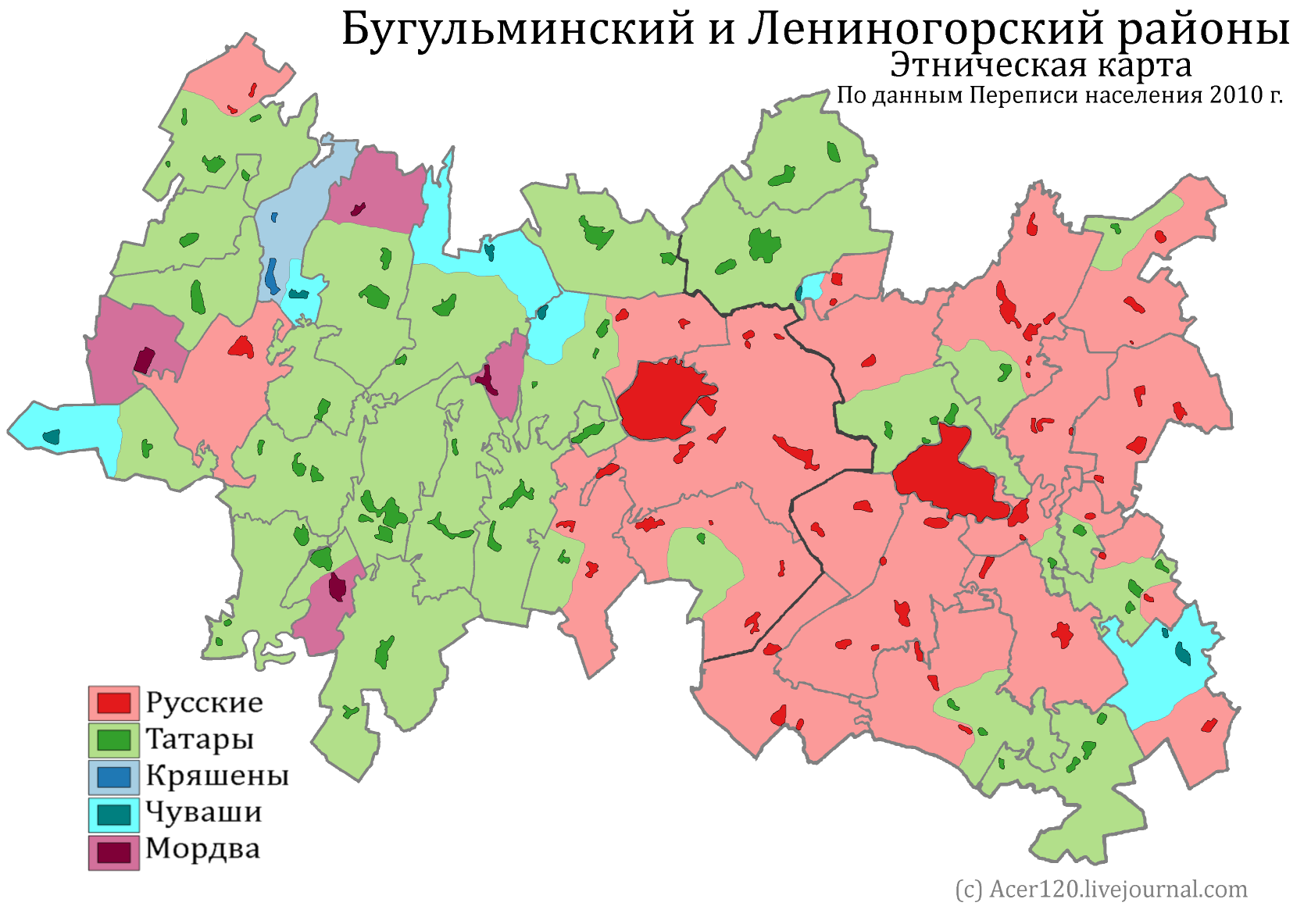
Этническая карта Бугульминского и Лениногорского районов

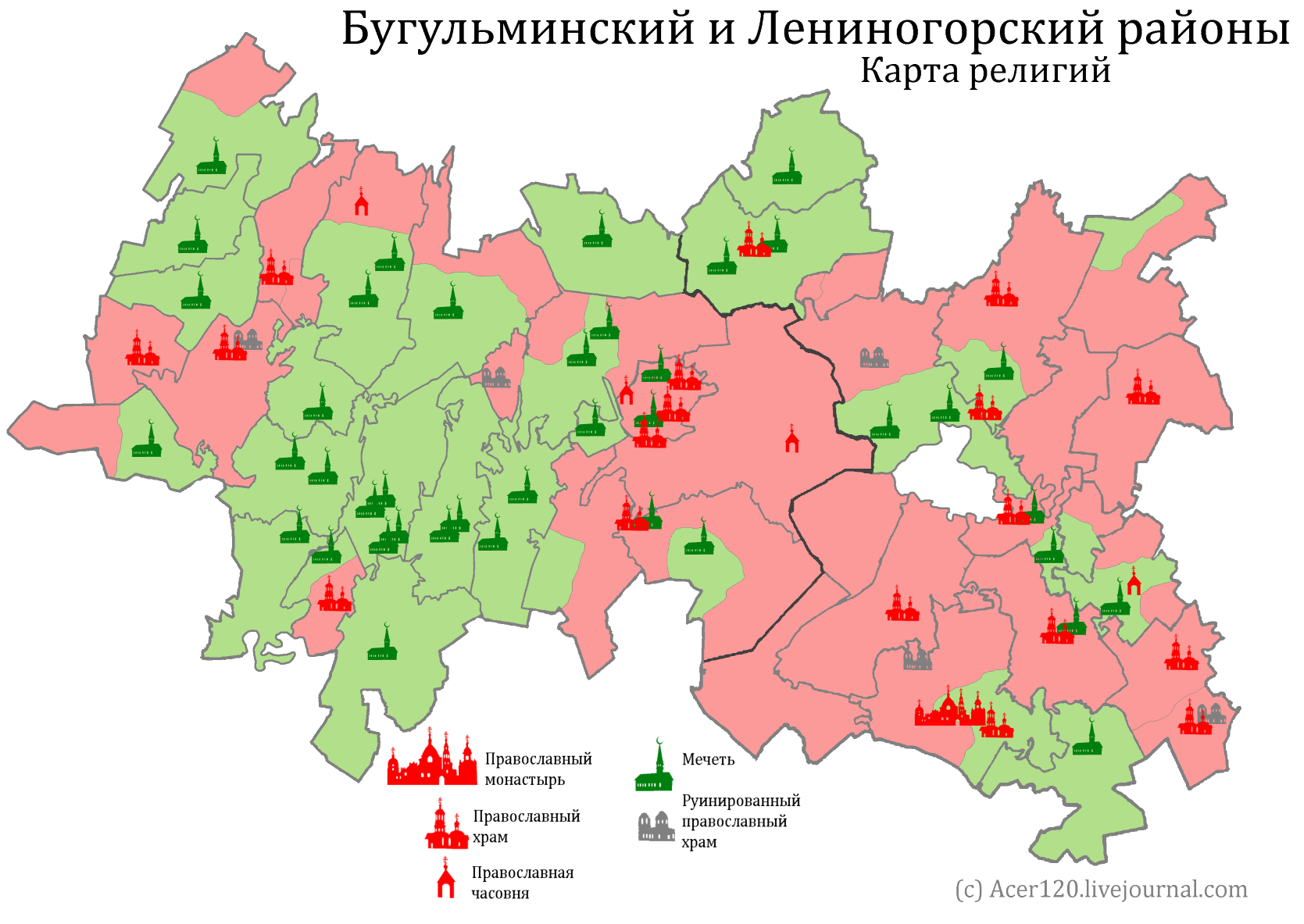
Религиозная карта Бугульминского и Лениногорского районов

Согласно итогам Всероссийской переписи населения 2020 года, население района составляют татары — 53,5 %, русские — 38,6 %, чуваши — 3,1 %, мордва — 2,8 %. В городских условиях (город Лениногорск) проживают 76,71 % населения района. На 2018 год уровень рождаемости на 1 тысячу человек составляла 10 %, смертности — 14,8 %. В 2019-м оба показателя уменьшились: по последним подсчётам, уровень рождаемости составил 8,9 % на 1000 человек, а уровень смертности снизился до 13 %. Таким образом, естественная убыль населения в районе составляет 4,1 %.
| 2002    | 2003    | 2004    | 2005    | 2006    | 2007    | 2008    |
| ------- | ------- | ------- | ------- | ------- | ------- | ------- |
| 24 232  | ↘23 700 | ↗24 000 | ↘23 621 | ↘23 537 | ↘23 395 | ↗88 883 |
| 2009    | 2010    | 2011    | 2012    | 2013    | 2014    | 2015    |
| ↘23 397 | ↘22 700 | ↗86 637 | ↘86 193 | ↘86 182 | ↘85 786 | ↘85 297 |
| 2016    | 2017    | 2018    | 2019    | 2021    |         |         |
| ↘84 403 | ↘83 718 | ↘82 693 | ↘81 697 | ↘79 506 |         |         |

## Муниципально-территориальное устройство
В соответствии с республиканским законом 2005 года «Об установлении границ территорий и статусе муниципального образования „Лениногорский муниципальный район“ и муниципальных образований в его составе», район делится на 25 муниципальных образований, в том числе одно городское, 24 сельских поселения и в общей сложности имеет 67 населённых пунктов.
| №        | Муниципальное образование | Административный центр   | Количество населённых пунктов | Население (чел.) | Площадь (км²) |
| -------- | ------------------------- | ------------------------ | ----------------------------- | ---------------- | ------------- |
| 1e-06    | Городское поселение       |                          |                               |                  |               |
| 1        | город Лениногорск         | город Лениногорск        | 1                             | ↘60 993          | 30,50         |
| 1.000002 | Сельские поселения        |                          |                               |                  |               |
| 2        | Глазовское                | деревня Урняк-Кумяк      | 3                             | ↘285             | 74,76         |
| 3        | Зай-Каратайское           | село Зай-Каратай         | 2                             | ↘1006            | 73,13         |
| 4        | Зеленорощинское           | село Зелёная Роща        | 2                             | ↘758             | 39,14         |
| 5        | Ивановское                | село Ивановка            | 5                             | ↘927             | 113,40        |
| 6        | Каркалинское              | село Каркали             | 2                             | ↘793             | 60,38         |
| 7        | Кармалкинское             | село Мордовская Кармалка | 1                             | ↘322             | 38,35         |
| 8        | Керлигачское              | село Керлигач            | 2                             | ↘436             | 53,30         |
| 9        | Куакбашское               | село Куакбаш             | 3                             | ↘820             | 80,86         |
| 10       | Мичуринское               | посёлок имени Мичурина   | 2                             | ↘574             | 61,49         |
| 11       | Мукмин-Каратайское        | село Мукмин-Каратай      | 1                             | ↘279             | 17,47         |
| 12       | Нижнечершилинское         | село Нижние Чершилы      | 3                             | ↘788             | 121,40        |
| 13       | Новоиштерякское           | село Новый Иштеряк       | 3                             | ↘568             | 59,99         |
| 14       | Новочершилинское          | посёлок Новочершилинский | 6                             | ↘487             | 144,81        |
| 15       | Письмянское               | посёлок Подлесный        | 9                             | ↘1741            | 221,47        |
| 16       | Сарабикуловское           | село Сарабикулово        | 1                             | ↘598             | 48,06         |
| 17       | Староиштерякское          | село Старый Иштеряк      | 3                             | ↘1137            | 99,86         |
| 18       | Старокувакское            | село Старый Кувак        | 1                             | ↘881             | 83,47         |
| 19       | Старошугуровское          | село Старое Шугурово     | 2                             | ↘1078            | 60,63         |
| 20       | Сугушлинское              | село Сугушла             | 2                             | ↘778             | 72,34         |
| 21       | Тимяшевское               | село Тимяшево            | 1                             | ↘2422            | 10,60         |
| 22       | Туктарово-Урдалинское     | село Туктарово-Урдала    | 2                             | ↘572             | 107,12        |
| 23       | Урмышлинское              | село Урмышла             | 6                             | ↘497             | 101,56        |
| 24       | Федотовское               | село Федотовка           | 3                             | ↘485             | 66,46<        |
| 25       | Шугуровское               | село Шугурово            | 1                             | ↘1930            | 2,70          |

| №  | Населённый пункт    | Тип     | Население | Муниципальное образование                |
| -- | ------------------- | ------- | --------- | ---------------------------------------- |
| 1  | Аккуль              | деревня | 175       | Ивановское сельское поселение            |
| 2  | Александровка       | посёлок | ↘5        | Новочершилинское сельское поселение      |
| 3  | Алешкино            | село    | 38        | Новочершилинское сельское поселение      |
| 4  | Алтай               | деревня | ↘5        | Керлигачское сельское поселение          |
| 5  | Бакирово            | село    |           | Староиштерякское сельское поселение      |
| 6  | Булгар              | деревня |           | Урмышлинское сельское поселение          |
| 7  | Бухар               | деревня |           | Урмышлинское сельское поселение          |
| 8  | Валеевский          | посёлок | 23        | Новочершилинское сельское поселение      |
| 9  | Верхние Чершилы     | село    | 247       | Нижнечершилинское сельское поселение     |
| 10 | Верхний Каран       | посёлок |           | Письмянское сельское поселение           |
| 11 | Воздвиженка         | посёлок |           | Письмянское сельское поселение           |
| 12 | Восход              | деревня |           | Письмянское сельское поселение           |
| 13 | Глазово             | село    | 105       | Глазовское сельское поселение            |
| 14 | Горкино             | село    | 15        | Новочершилинское сельское поселение      |
| 15 | Дурасово            | село    |           | Письмянское сельское поселение           |
| 16 | Зай-Каратай         | село    |           | Зай-Каратайское сельское поселение       |
| 17 | Зелёная Роща        | село    | ↘782      | Зеленорощинское сельское поселение       |
| 18 | Ивановка            | село    | 646       | Ивановское сельское поселение            |
| 19 | имени Мичурина      | посёлок |           | Мичуринское сельское поселение           |
| 20 | Карагай             | деревня | ↘134      | Туктарово-Урдалинское сельское поселение |
| 21 | Каркали             | село    | 890       | Каркалинское сельское поселение          |
| 22 | Керлигач            | село    | 520       | Керлигачское сельское поселение          |
| 23 | Куакбаш             | село    | 901       | Куакбашское сельское поселение           |
| 24 | Кузайкино           | село    | 53        | Новочершилинское сельское поселение      |
| 25 | Кузьминовка         | село    | 129       | Федотовское сельское поселение           |
| 26 | Лениногорск         | город   | ↘60 993   | городское поселение город Лениногорск    |
| 27 | Марьяновка          | посёлок | 8         | Ивановское сельское поселение            |
| 28 | Медведка            | деревня | 28        | Ивановское сельское поселение            |
| 29 | Михайловка          | село    | 159       | Ивановское сельское поселение            |
| 30 | Мордовская Ивановка | село    | 27        | Нижнечершилинское сельское поселение     |
| 31 | Мордовская Кармалка | село    | ↘328      | Кармалкинское сельское поселение         |
| 32 | Мукмин-Каратай      | село    | ↘288      | Мукмин-Каратайское сельское поселение    |
| 33 | Нижние Чершилы      | село    | 821       | Нижнечершилинское сельское поселение     |
| 34 | Новая Варваринка    | деревня |           | Урмышлинское сельское поселение          |
| 35 | Новое Елхово        | деревня |           | Урмышлинское сельское поселение          |
| 36 | Новое Сережкино     | село    |           | Мичуринское сельское поселение           |
| 37 | Новое Шугурово      | деревня |           | Старошугуровское сельское поселение      |
| 38 | Новочершилинский    | посёлок | 495       | Новочершилинское сельское поселение      |
| 39 | Новый Иштеряк       | село    |           | Новоиштерякское сельское поселение       |
| 40 | Новый Утямыш        | село    |           | Новоиштерякское сельское поселение       |
| 41 | Петропавловка       | деревня | 65        | Глазовское сельское поселение            |
| 42 | Подлесный           | посёлок |           | Письмянское сельское поселение           |
| 43 | Савочкино           | деревня |           | Письмянское сельское поселение           |
| 44 | Сарабикулово        | село    | ↘620      | Сарабикуловское сельское поселение       |
| 45 | Сергеевка           | село    | 11        | Новочершилинское сельское поселение      |
| 46 | Спиридоновка        | село    | 205       | Зеленорощинское сельское поселение       |
| 47 | Старая Варваринка   | село    |           | Урмышлинское сельское поселение          |
| 48 | Старая Письмянка    | село    |           | Письмянское сельское поселение           |
| 49 | Старое Шугурово     | село    |           | Старошугуровское сельское поселение      |
| 50 | Старый Иштеряк      | село    |           | Староиштерякское сельское поселение      |
| 51 | Старый Кувак        | село    | ↘901      | Старокувакское сельское поселение        |
| 52 | Степной Зай         | посёлок |           | Письмянское сельское поселение           |
| 53 | Сугушла             | село    |           | Сугушлинское сельское поселение          |
| 54 | Сходнево-Чертанла   | деревня | 55        | Куакбашское сельское поселение           |
| 55 | Тимяшево            | село    | ↘2386     | Тимяшевское сельское поселение           |
| 56 | Тукмак              | деревня | 20        | Каркалинское сельское поселение          |
| 57 | Тукмак              | деревня | 3         | Федотовское сельское поселение           |
| 58 | Туктарово-Урдала    | село    | ↘478      | Туктарово-Урдалинское сельское поселение |
| 59 | Узбяк               | деревня |           | Зай-Каратайское сельское поселение       |
| 60 | Урмышла             | село    |           | Урмышлинское сельское поселение          |
| 61 | Урняк-Кумяк         | деревня | 250       | Глазовское сельское поселение            |
| 62 | Федотовка           | село    | 423       | Федотовское сельское поселение           |
| 63 | Чиялетау            | деревня |           | Новоиштерякское сельское поселение       |
| 64 | Чути                | деревня | 112       | Куакбашское сельское поселение           |
| 65 | Шугурово            | село    | ↘1965     | Шугуровское сельское поселение           |
| 66 | Юлтимирово          | деревня |           | Сугушлинское сельское поселение          |
| 67 | Ялтау               | деревня |           | Староиштерякское сельское поселение      |

## Экономика

### Современное состояние

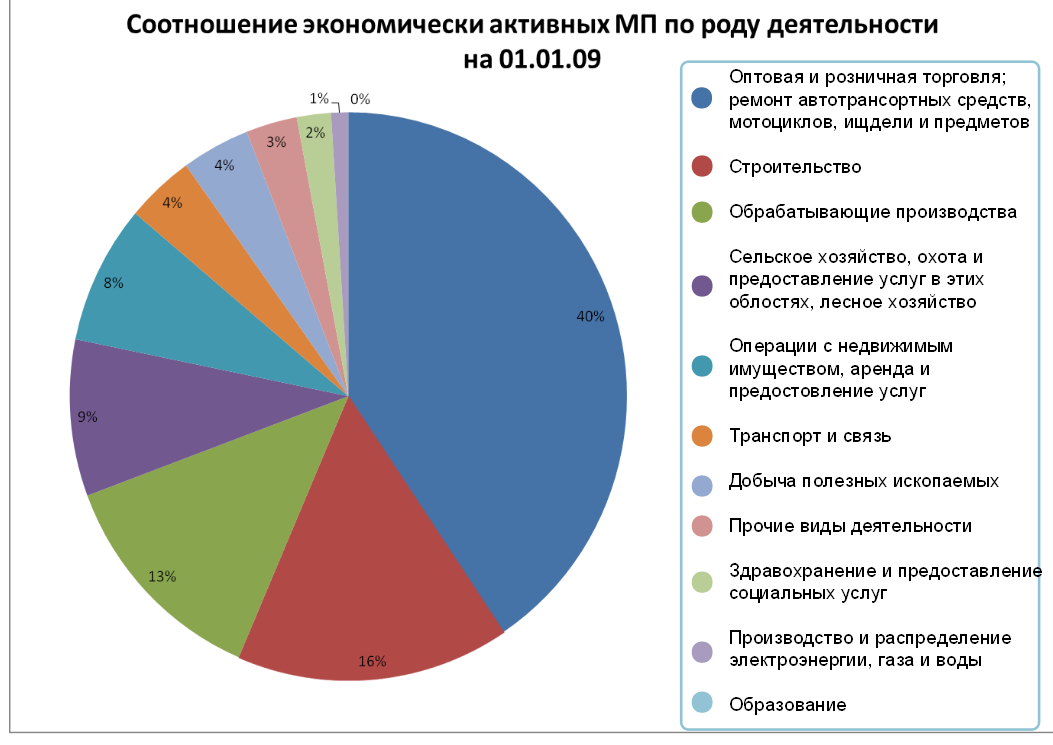
Процентное соотношение экономической деятельности на 2009 год

С середины XX века нефтяная промышленность является ведущей отраслью Лениногорского района. В 2019 году нефтяники региона добыли 3,45 млн тонн нефти, что составило 46 % валового территориального продукта. Многие предприятия региона заняты технологическим обеспечением нефтегазовой отрасли. Среди наиболее крупных компаний выделяются НГДУ «Лениногорскнефть», «Охтин-Ойл», «Водоканал», «ЛТС», «Геотех» и другие. Здесь также действуют несколько крупных предприятий лёгкой и пищевой промышленности. Всего в районе представлены около 566 экономически активных предприятий малого и среднего бизнеса. На экономику Лениногорского района приходится порядка 3,5 % всей промышленной продукции Татарстана. На 2019 год район занимает 12-е место по уровню социально-экономического развития среди муниципальных образований республики.
Другую значительную долю дохода района — порядка 23 % — обеспечивает строительная отрасль. Многие из предприятий этой отрасли работают только в области строительства объектов для нефтегазодобывающей промышленности, среди них «Геотех», «Уралстройнефть», «Спецстройсервис» и другие.
Десять лет назад руководство района взяло курс на диверсификацию региональной экономики, чтобы другие отрасли промышленности также получили развитие. В частности, администрация Лениногорского района планирует увеличить инвестиционную привлекательность сельского хозяйства. На 2020 год сельскохозяйственные угодья занимают более 55 % общей площади района. Здесь выращивают пшеницу, рожь, овёс, гречиху, картофель и другие культуры. Тем не менее, среди общей выручки сельских товаропроизводителей преобладает животноводство. Среди активно развивающихся областей — коневодство. Так, предприниматель-коневод Фарид Набиуллин в течение десяти лет стремится вывести исчезающую татарскую породу лошадей. На данный момент в Татарстане насчитывается всего несколько сотен представителей этой породы.
Экономисты выделяют машиностроение, металлургию и строительную отрасль в качестве наиболее привлекательных для инвестиций. Наличие среднеспециальных и высших учебных заведений, а также значительный процент трудоспособного населения определяет кадровый потенциал Лениногорска. В качестве участника республиканского проекта «Стратегия 2030», подразумевающего социально-экономическое развитие региона, следующее десятилетие район будет стремиться к созданию комфортной среды в городах и посёлках и повышать уровень жизни населения.
На январь 2020 года число зарегистрированных безработных граждан в Лениногорском районе составляло 176 человек, то есть приблизительно 0,37 % от числа всей рабочей силы. В 2019-м прожиточный минимум в районе составил 8958 рублей, а средняя пенсия — 15 189 рублей, что на 6,2 % выше предыдущего года.
| Сфера                                             | 2008   | 2009   | 2010   | 2011   | 2012   | 2013   | 2014   | 2015   | 2016   | 2017   | 2018   | 2019   |  |
| ------------------------------------------------- | ------ | ------ | ------ | ------ | ------ | ------ | ------ | ------ | ------ | ------ | ------ | ------ |  |
| Крупных и средних предприятий                     | 15,353 | 16,618 | 19,749 | 20,198 | 21,958 | 26,845 | 28,897 | 31,328 | 32,612 | 33,697 | 36,876 | 40,706 |  |
| Детских дошкольных учреждений                     | 5,051  | 5,776  | 5,942  | 8,696  | 9,615  | 12,969 | 15,669 | 17,189 | 18,053 | 18,746 | 18,746 | 21,241 |  |
| Учителей общеобразовательных учреждений           | 8,739  | 9,588  | 15,504 | 17,822 | 18,447 | 27,452 | 28,421 | 29,028 | 28,318 | 29,187 | 32,036 | 32,816 |  |
| Прочих сотрудников общеобразовательных учреждений | 8,111  | 9,178  | 10,414 | 15,288 | 18,364 | 21,418 | 23,102 | 23,667 | 23,838 | 24,737 | 26,758 | 28,192 |  |
| Врачей                                            | 18,877 | 20,768 | 22,264 | 25,170 |        |        |        |        |        |        |        |        |  |
| Среднего медицинского персонала                   | 9,470  | 11,536 | 11,469 | 12,678 |        |        |        |        |        |        |        |        |  |

### Транспорт
Район обладает выгодным географическим положением и находится вблизи от крупных транспортных магистралей. Главную роль в планировании транспортной структуры района играла специфика промышленного и сельскохозяйственного производства, нефтедобыча и внешний транспорт.
Основными автодорогами, обеспечивающими внешние связи района, являются автодорога федерального значения Р-239 «Казань — Оренбург — граница с Казахстаном» (небольшой отрезок на востоке района), региональные дороги Бугульма — Лениногорск — Шугурово — Шентала (на Нурлат, Ульяновск), Лениногорск — Карабаш, Лениногорск — Альметьевск, Лениногорск — Азнакаево, Шугурово — Сарабикулово — Черемшан, Альметьевск — Сарабикулово.
Населённые пункты района обеспечивает сеть дорог с твёрдым покрытием общей протяжённостью 739 км, 165 км из которых являются внутригородскими. Автодороги местного значения обслуживаются частными предприятиями, из них 165 км закреплено за компанией «Благоустройство и Озеленение», 207,1 км обслуживают «Лениногорск-Автодор», 205 км — «Татнефтедор».
По территории района проходит железная дорога Агрыз — Набережные Челны — Акбаш. Станции и остановочные пункты в районе (с севера на юг): 42 км (о.п.), Ватан (разъезд), 35 км (пл.), 30 км (пл.), Письмянка (ст.) (г. Лениногорск), 19 км (о.п.), Ялан (разъезд), 13 км (о.п.), 6 км / Аккуль. На 2013 год процент населения района, проживающего в населённых пунктах без автобусного или железнодорожного сообщения, был 1,2 %.

## Социальная сфера
В Лениногорском муниципальном районе амбулаторную помощь оказывает ГАУЗ «Лениногорская ЦРБ», в состав которой входят поликлиники и стационары ЦРБ и МСЧ, Старо-Кувакская врачебная амбулатория, Шугуровская участковая больница, стоматологическая поликлиника, детская больница, женская консультация, родильный дом, а также 29 фельдшерско-акушерских пунктов и здравпункты в учебных заведениях и предприятиях. В 2020 году на должность главврача ЦРБ назначили Заслуженного врача Республики Татарстан Рима Амерова. В ноябре того же года в МСЧ Лениногорска создали дополнительные больничные места для больных коронавирусной инфекцией и внебольничной пневмонией.
По данным на 2019/2020 учебный год в районе числится 34 общеобразовательных учреждения, которые посещают 8582 школьника. Наполняемость классов составляет 23,9 человека в городе и 8,2 — в сельской местности. В районе действует 12 школ на татарском языке, которые посещают более тысячи учеников, десять учреждений дополнительного образования, где занимаются более 6000 детей. Открыты три учреждения профессионального образования, общежития которых рассчитаны на 1076 человек.
В районе функционирует Централизованная библиотечная система (ЦБС), объединяющая 36 библиотек общим фондом около 735 тысяч книг и печатных изданий. ЦБС обслуживает более 50 тысяч посетителей ежегодно.
Спортивная структура представлена тренажёрными и игровыми спортивными залами, прокатом лыж и коньков, в летнее время — роликовых коньков, велосипедов. Учащиеся спортивных школ принимают активное участие во всероссийских и республиканских соревнованиях. Спортивно-оздоровительная работа ведётся как в детских образовательных учреждениях, так и на предприятиях. Так, специалисты МКУ «Управления по делам молодёжи, спорта и туризму» организовывают Спартакиаду среди предприятий и отдельно — учебных заведений. В 2016-м Лениногорск стал одной из площадок для проведения соревнований Студенческой баскетбольной лиги Республики Татарстан. Согласно статистическим данным того же года, порядка 47 % населения Лениногорского района регулярно занимается физкультурой и спортом.
На 2019 год в районе действовало более 240 спортивных сооружений, в числе которых: стадион «Юность», дворец спорта, манежи, три лыжных трамплина, клуб технического творчества «Профессионал» и другие объекты. В феврале 2020-го к Лениногорске прошли соревнования по картингу, приуроченные к 100-летию образования ТАССР и 60-летию ДОСААФ Лениногорска.

## Достопримечательности
В разное время в Лениногорске и прилегающих землях жили просветитель Габдрахим Утыз Имяни, учёный-востоковед Риза Фахретдин, писатели-современники Шамиль Бикчурин, Зямит Рахимов и другие выдающиеся деятели культуры и искусства. В Советский период за особые заслуги двенадцать лениногорцев были отмечены наградой Героев Советского Союза, трое — орденом Славы и двадцати три получили звание Героя Социалистического Труда.
В городе и районе работают Дворец культуры, Краеведческий музей, первый в стране музей нефти, парки культуры и отдыха и другие достопримечательности. Здесь также установлено 47 обелисков, 16 памятников и выделено 17 мест исторической значимости. В районе регулярно проводятся традиционные праздники. Так, село Мордовская Кармалка организует праздник «Балтай», в селе Новое Серёжкино проходит фестиваль чувашской культуры «Играй гармонь!», а село Федотовка возрождает кряшенские традиции.
| Наименование памятника                                           | Адрес                                                      | Категории охраны  |
| ---------------------------------------------------------------- | ---------------------------------------------------------- | ----------------- |
| Аллея Героев, 12 бюстов                                          | Лениногорск, пр-т 50 лет победы                            | Местного значения |
| Памятник павшим в ВОВ                                            | Лениногорск, пр-т 50 лет победы                            | Местного значения |
| Могила Героя Советского Союза С. С. Садриеву                     | Лениногорск, Татарское кладбище                            | В своде РТ        |
| Братская могила погибших в борьбе с колчаковцами                 | село Старый Кувак                                          | В своде РТ        |
| Бюст М. Вахитову                                                 | Лениногорск, пр-т Ленина                                   | Местного значения |
| Памятник Ленину                                                  | Лениногорск, площадь Ленина                                | Местного значения |
| Монумент первооткрывателям нефти Татарии                         | Лениногорск, пр-т Ленина                                   | В своде РТ        |
| Бюст Академика И. М. Губкина                                     | Лениногорск, ул. Агадуллина                                | В своде РТ        |
| Памятник В. Д. Шашину                                            | Лениногорск, пр-т Шашина                                   | В своде РТ        |
| Аллея Нефтяников                                                 | Лениногорск, пр-т 50 лет Победы                            | Местного значения |
| Ротонда                                                          | Лениногорск, Парк культуры и отдыха имени Максима Горького | Местного значения |
| Памятник М. Горького                                             | Лениногорск, Парк культуры и отдыха имени Максима Горького | Местного значения |
| Чёрная ротонда                                                   | Лениногорск, ул. Школьная                                  | Местного значения |
| Церковь Троицкая                                                 | Лениногорск, ул. Мурзина                                   | нет данных        |
| Мечеть                                                           | Лениногорск, ул. Набережная                                | В своде РТ        |
| Обелиск павшим в ВОВ                                             | село Керлигач                                              | Местного значения |
| Памятник павшим в ВОВ                                            | село Мукмин-Каратай                                        | нет данных        |
| Отреставрированный мост времён Екатерины II                      | село Новый Иштеряк                                         | нет данных        |
| Памятник павшим в ВОВ                                            | посёлок Подлесный                                          | нет данных        |
| Барельеф трём полным кавалерам ордена Славы                      | Лениногорск, проспект 50 лет победы                        | нет данных        |
| Барельеф Р. Т. Булгакову                                         | Лениногорск, ул. Булгакова                                 | нет данных        |
| Памятник автотракторной технике                                  | Лениногорск, ул. Белинского                                | нет данных        |
| Бюст Г. Тукая                                                    | Лениногорск, ул. Тукая                                     | Местного значения |
| Мавзолей Утыз Имяни                                              | село Тимяшево                                              | нет данных        |
| Монумент скважине № 1                                            | посёлок Шугурово                                           | В своде РТ        |
| Монумент скважине № 3                                            | село Тимяшево                                              | В своде РТ        |
| Барельефы 5-ти Героев Советского Союза и Социалистического Труда | село Старое Шугурово                                       | нет данных        |

Районные храмы
- Христианские
  - Лениногорский Свято-Троицкий храм (построен в 1989)
  - Храм-часовня Всех Святых в посёлке Камышла (2000)
  - Часовня святого великомученика Параскевы Пятницы в селе Старая Письмянка (2000)
  - Храм Архистратига Михаила в селе Потапово-Тумбарла (2002)
  - Храм Архистратига Михаила в селе Спиридоновка (1889)
  - Храм в честь Архистратига Божия Михаила в селе Федотовка (2007)
  - Храм Живоначальной Троицы в селе Новая Письмянка (1864)
  - Храм Рождества Христова в селе Мартыново (1802)
- Исламские
  - Мечеть «Ихлас» в Лениногорске (2006)